# Agrippin de Naples
Saint Agrippin (Arpinus) de Naples (italien : Sant'Agrippino di Napoli, Sant'Arpino) (fin du IIIe siècle) était un évêque de Naples qui est vénéré dans cette ville comme saint. Selon la tradition, Agrippin est le sixième évêque de Naples. Il vécut à la fin du IIIe siècle et ne semble pas avoir été un martyr. Il est fêté le 9 novembre.

## Enterrement et vénération
Agrippin semble avoir été aussi populaire que  San Gennaro.  
La fondation de l'église de Basilique San Gennaro fuori le mura à Naples est liée aux Catacombes San Gennaro, le plus grand complexe de catacombes chrétiennes du sud de l'Italie. La première structure est probablement le résultat de la fusion de deux anciens lieux de sépulture, l'un datant du IIe siècle qui contenait les restes de Saint Agrippin, et le site du IVe siècle contenant ceux de San Gennaro. 
En 1744, le cardinal Giuseppe Spinelli, archevêque de Naples, rechercha les reliques d'Agrippin. Il trouva un vase en marbre avec l'écrit suivant: « Reliques indéterminées que l'on croit être le corps de Saint Agrippin ».
Ses reliques sont enchâssées sous le maître-autel de la cathédrale de Naples avec les corps des saints Eutychius et Acutius, compagnons de San Gennaro. 
Stefano Pozzi a peint une peinture à l'huile intitulée Les Saints Gennaro et Agrippino chassant les Sarrazins . 